# リチャード・テンプル＝ニュージェント＝ブリッジス＝シャンドス＝グレンヴィル (第2代バッキンガム＝シャンドス公爵)

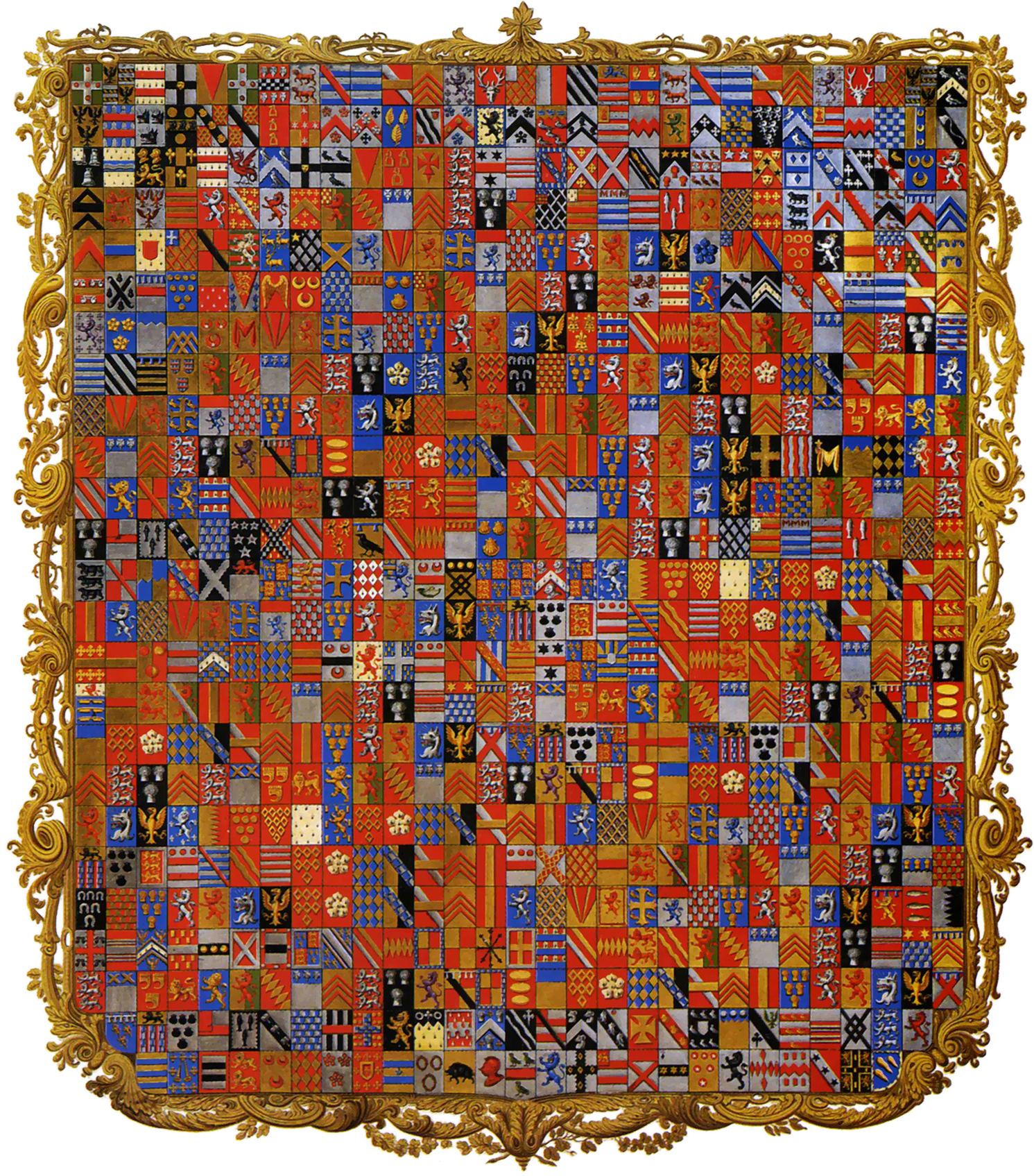
1822年から1839年の間に作られた、リチャード・テンプル＝グレンヴィルの紋章。ストー・ハウスのゴシック図書館（Gothic Library）で展示され、家系のクォーターリングが719も含まれている。

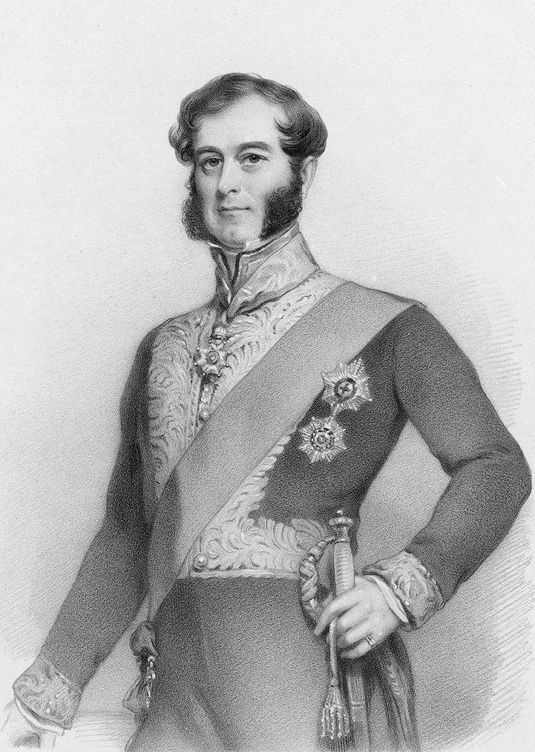
リチャード・ジェームズ・レーンによる肖像画、1825年から1850年の間の作品。

リチャード・プランタジネット・テンプル＝ニュージェント＝ブリッジス＝シャンドス＝グレンヴィル（英語: Richard Plantagenet Temple-Nugent-Brydges-Chandos-Grenville, 2nd Duke of Buckingham and Chandos, KG GCH PC FSA、1797年2月11日 - 1861年7月29日）は、イギリスの貴族、政治家。トーリー党に所属して、1841年から1842年まで王璽尚書を務めた。生誕から1813年までコバム子爵を、1813年から1822年までテンプル伯爵を、1822年から1839年までシャンドス侯爵を儀礼称号として使用した。
公爵として高い社会地位を有したが、離婚に議会立法を必要とする時代にそれを果たしたことと、生誕時点でかなり裕福だったにもかかわらず1847年に100万ポンド以上の債務を抱えて破産を宣言したことで知られた。

## 初期の経歴
テンプル伯爵リチャード・ニュージェント＝テンプル＝グレンヴィル（後にバッキンガム＝シャンドス公爵に叙された）とアン・ブリッジス（第3代シャンドス公爵の一人娘）の息子として、バッキンガムシャーのストーで生まれた。アンはバッキンガム＝シャンドス公爵夫人のほか、法令上はキンロス女卿でもあった。1799年、リチャード・ニュージェント＝テンプル＝グレンヴィルはすでに三重姓にもかかわらず、国王の許可を受けて妻の家系を姓に追加して、「テンプル＝ニュージェント＝ブリッジス＝シャンドス＝グレンヴィル」とした。
父方の祖父は初代バッキンガム侯爵で曽祖父はイギリス首相ジョージ・グレンヴィルだった。1808年にイートン・カレッジに入学、1815年にはオックスフォード大学オリオル・カレッジに入学した。

## 政歴
1818年から1839年までバッキンガムシャー選挙区選出の庶民院議員を務めた後、父から公爵位を継承して貴族院に移籍した。1841年9月、サー・ロバート・ピールによって枢密顧問官と王璽尚書に任命されたが、1842年2月に辞任した。1835年にロイヤル・ゲルフ勲章グランド・クロスを授与され、1840年にロンドン考古協会フェローに選出され、1842年にガーター勲章を授与された。

## 私生活
1819年、第4代ブレッダルベイン伯爵ジョン・キャンベル中将（後の初代ブレッダルベイン侯爵）の娘メアリーと結婚した。2人は息子リチャードと娘アンナをもうけたが、バッキンガム＝シャンドス公爵が財産を使い果たしたため2人は1850年に離婚した。娘アンナは後に女性の権利運動に加わった。当時のイギリスでは離婚に議会立法を必要とした。
1847年、バッキンガム＝シャンドス公爵は100万ポンド以上の債務（2018年時点の8976万ポンド）を抱えて破産を宣言した。彼は資金を調達するために1841年にサマセットのキーンシャム（Keynsham）の領地を、1847年にアヴィントン・パークを売却した後、1848年8月から9月にかけてついに本領であるストー・ハウスを競売にかけ、19世紀におけるイギリスのカントリー・ハウス競売では最大規模のものとなった。
1861年7月、パディントンのグレート・ウェスタン・ホテルにて死去、息子リチャードが公爵位を継承した。元妻メアリーはその1年後にあたる1862年6月に死去した。

## 関連図書
- Spring, David; Spring, Eileen (1956). “The Fall of the Grenvilles, 1844-1848”. Huntington Library Quarterly (英語). 19 (2): 165–190. doi:10.2307/3816224. JSTOR 3816224.
- Fisher, David R. (1986). “TEMPLE NUGENT BRYDGES CHANDOS GRENVILLE, Richard Plantagenet, Earl Temple (1797-1861)”. In Thorne, R. G. (ed.). The House of Commons 1790-1820 (英語). The History of Parliament Trust. 2019年7月10日閲覧.
- Fisher, David R. (2009). “TEMPLE NUGENT BRYDGES CHANDOS GRENVILLE, Richard Plantagenet, Earl Temple (1797-1861)”. In Fisher, David (ed.). The House of Commons 1820-1832 (英語). The History of Parliament Trust. 2019年7月10日閲覧.